# Фундетура (Делешть, Васлуй)
Фундетура (рум. Fundătura) — село у повіті Васлуй в Румунії. Входить до складу комуни Делешть.
Село розташоване на відстані 273 км на північний схід від Бухареста, 16 км на захід від Васлуя, 52 км на південь від Ясс, 145 км на північ від Галаца.

## Населення
За даними перепису населення 2002 року у селі проживала 531 особа, усі — румуни. Усі жителі села рідною мовою назвали румунську.